# Martania
Martania es un género de polilla de la familia Geometridae. A veces se incluye en Perizoma.

## Especies
- Martania albofasciata (Moore, 1888)
- Martania denigrata Inoue, 2004
- Martania fulvida (Butler, 1881)
- Martania minamata (Staudinger, 1897)
- Martania obscurata (Bastelberger, 1909)
- Martania saxea (Wileman, 1911)
- Martania seriata (Moore, 1888)
- Martania sugii (Inoue, 1998)
- Martania taeniata (Stephens, 1831)
- Martania taiwana (Wileman, 1911)